# Audi Q5
Audi Q5 — компактний кросовер, що випускається Audi AG з листопада 2008 року.

## Перше покоління (Typ8R; 2008)

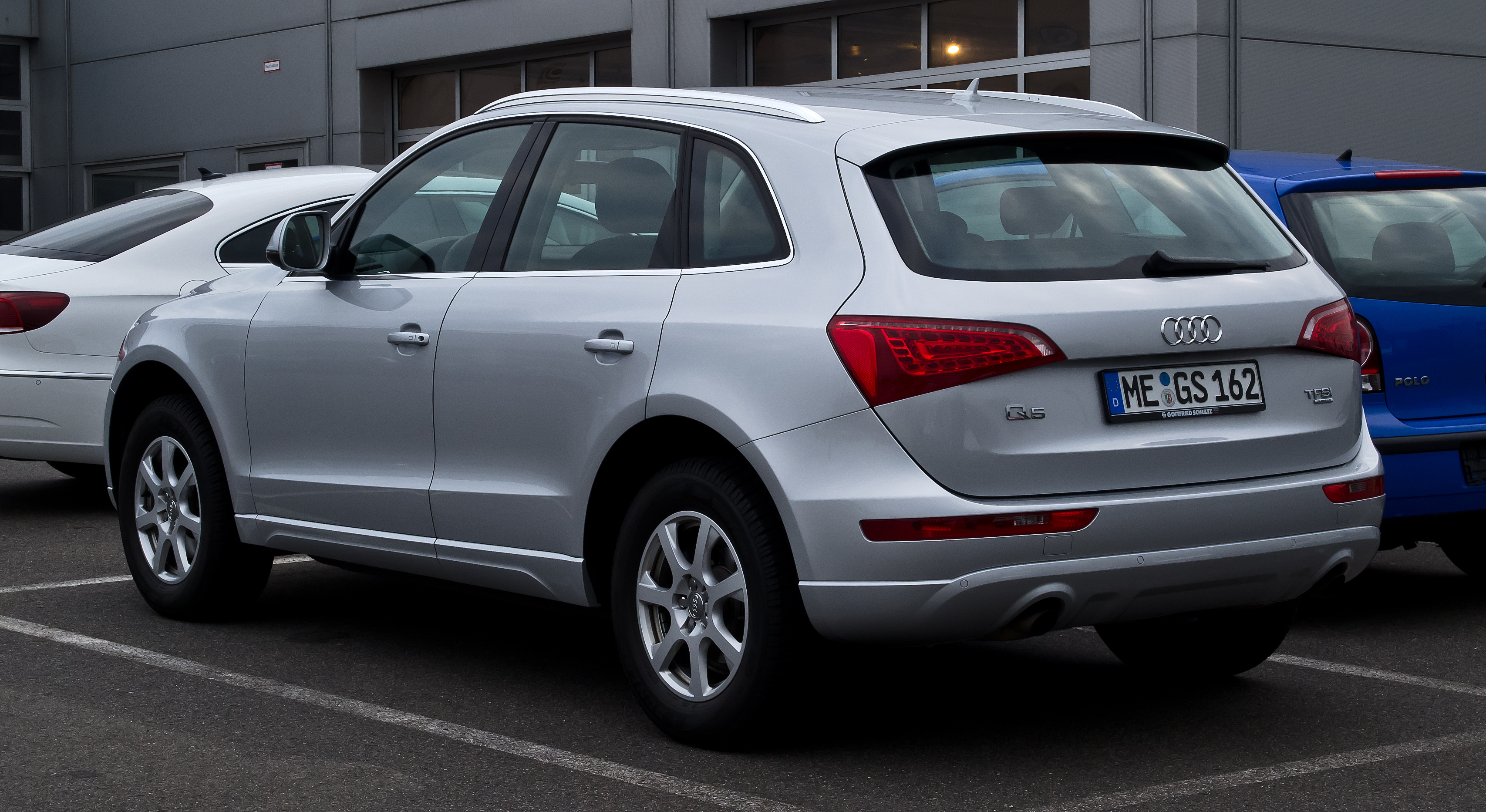
Audi Q5 (2008—2012)

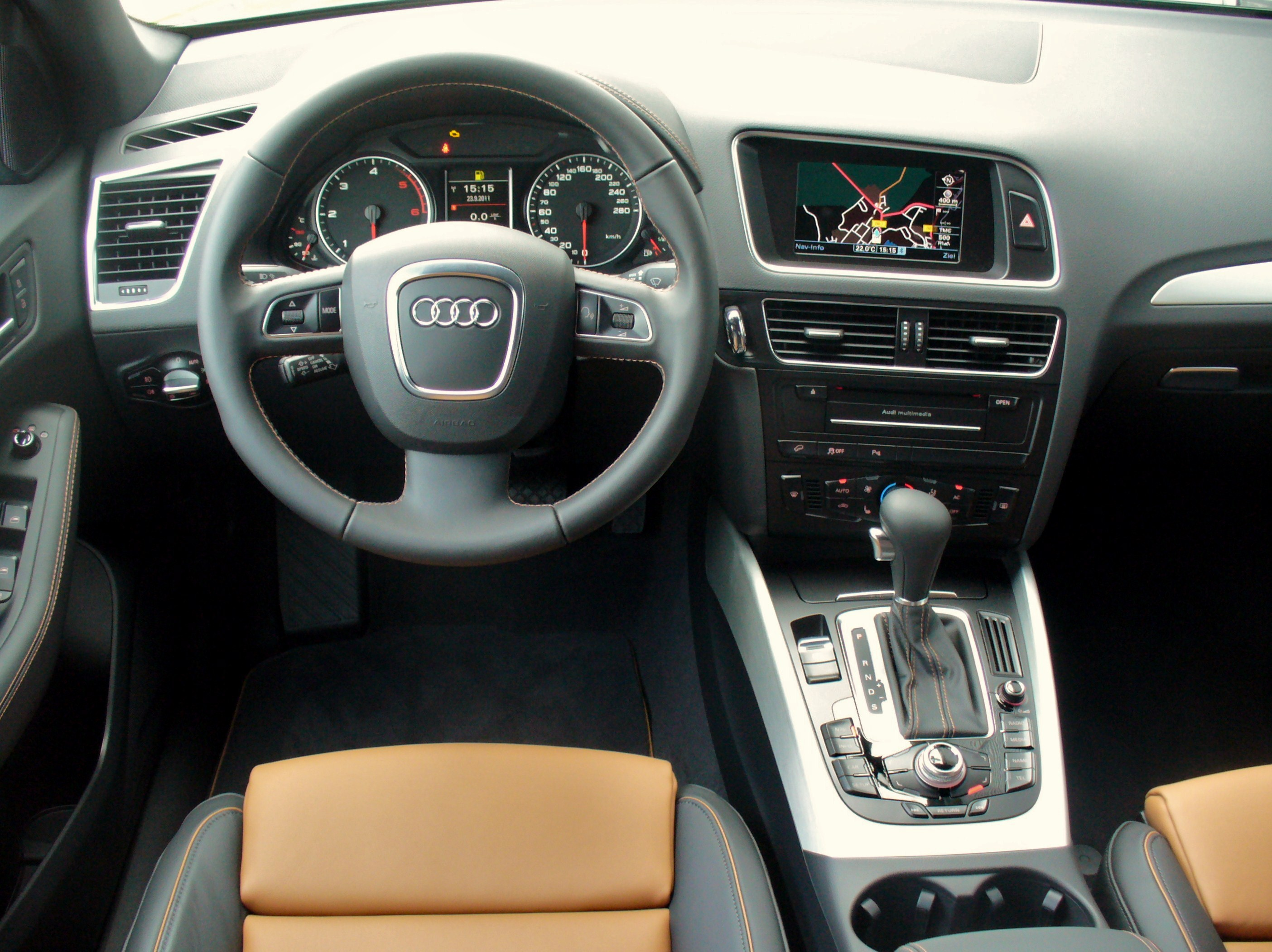
Салон Audi Q5 (2008—2012)

Прем'єра Audi Q5 відбулася на Пекінському автосалоні у квітні 2008 року. Продажі стартували восени 2008 року. Автомобіль виробляється на заводах в Інгольштадті (Німеччина), Чанчуні (Китай) і  Аурангабаді (Індія).
Як і моделі Audi A4 і Audi A5, він базується на новій модульній платформі Audi з поздовжнім розташуванням силового агрегату (MLP).
Спочатку лінійка двигунів включала в себе одну бензинову і дві дизельні моделі. Бензиновий двигун 2,0 л з безпосереднім уприскуванням палива і турбонаддувом розвиває потужність 211 к.с. і крутний момент 350 Нм. У сегменті дизельних двигунів пропонуються 2-літровий TDI потужністю 170 к.с., що розвиває крутний момент 350 Нм, і 3-літрова шестициліндрова модель потужністю 240 к.с., що видає крутний момент 500 Нм. У липні 2009 року лінійка двигунів доповнилася двома новими моделями — 2.0 TDI 143 к.с. і 2.0 TFSI 180 к.с.
На Audi Q5 встановлюється нова розробка інженерів Audi — 7-ступінчаста роботизована коробка передач S tronic, призначена для передачі крутного моменту до 500 Нм. Постійний повний привід quattro (диференціал Torsen) передає крутний момент на всі чотири колеса в співвідношенні 40:60 (передня вісь/задня вісь).
У 2012 році модель модернізували, а також представили нову модель Audi SQ5 TDI з бітурбодизельним двигуном V6 3,0 л потужністю 313 к.с.

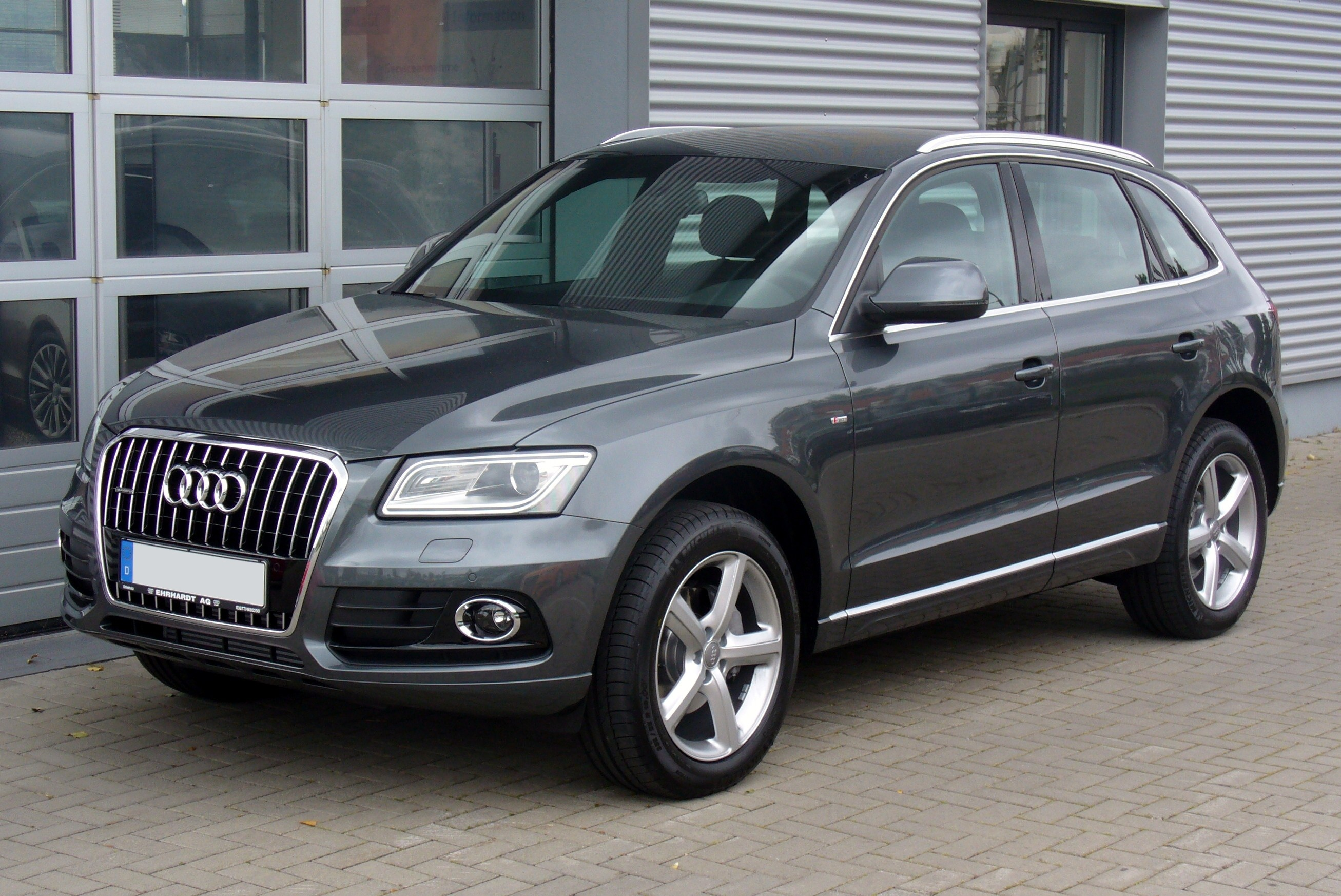
Audi Q5 (2012-2016)
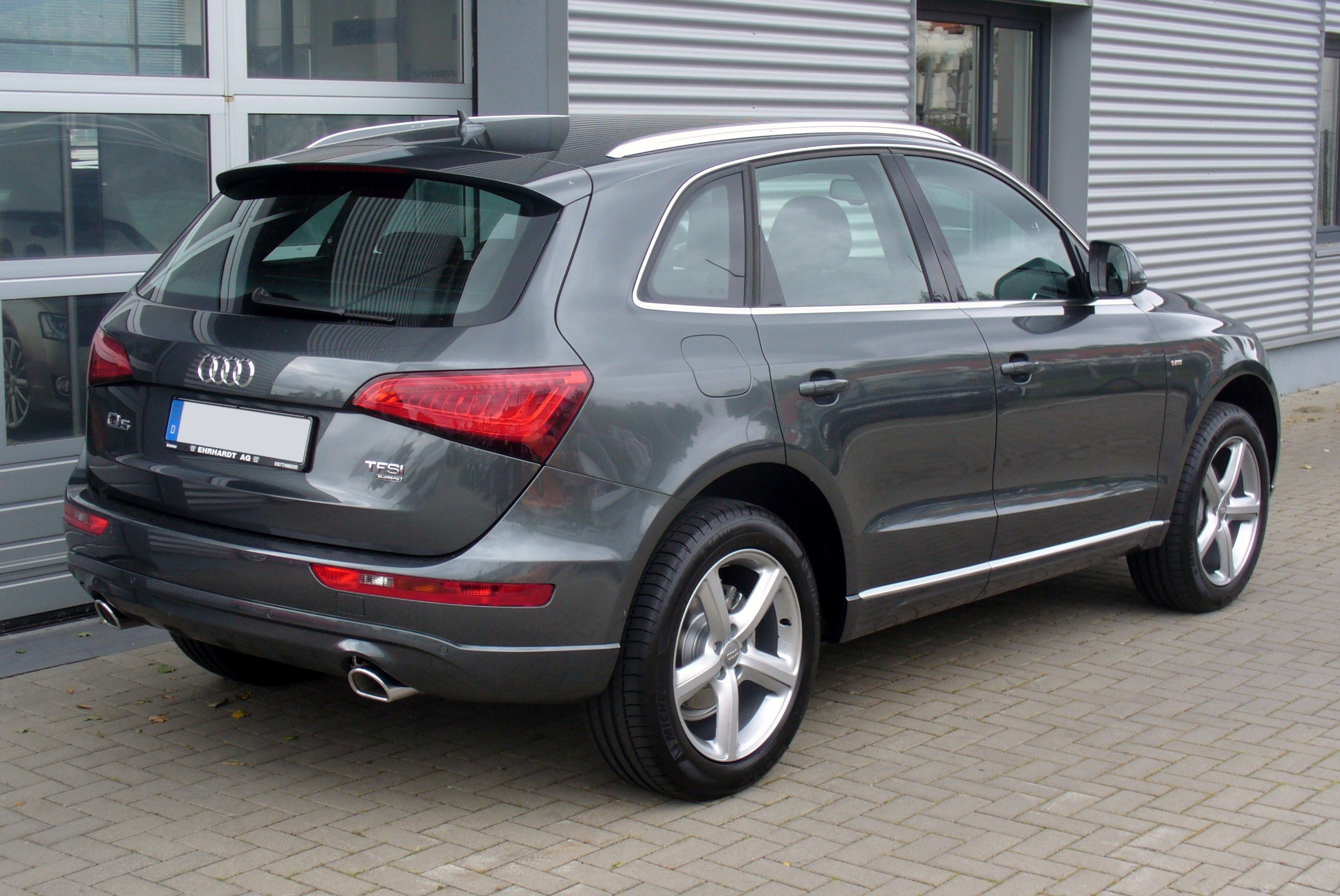
Audi Q5 (2012-2016)
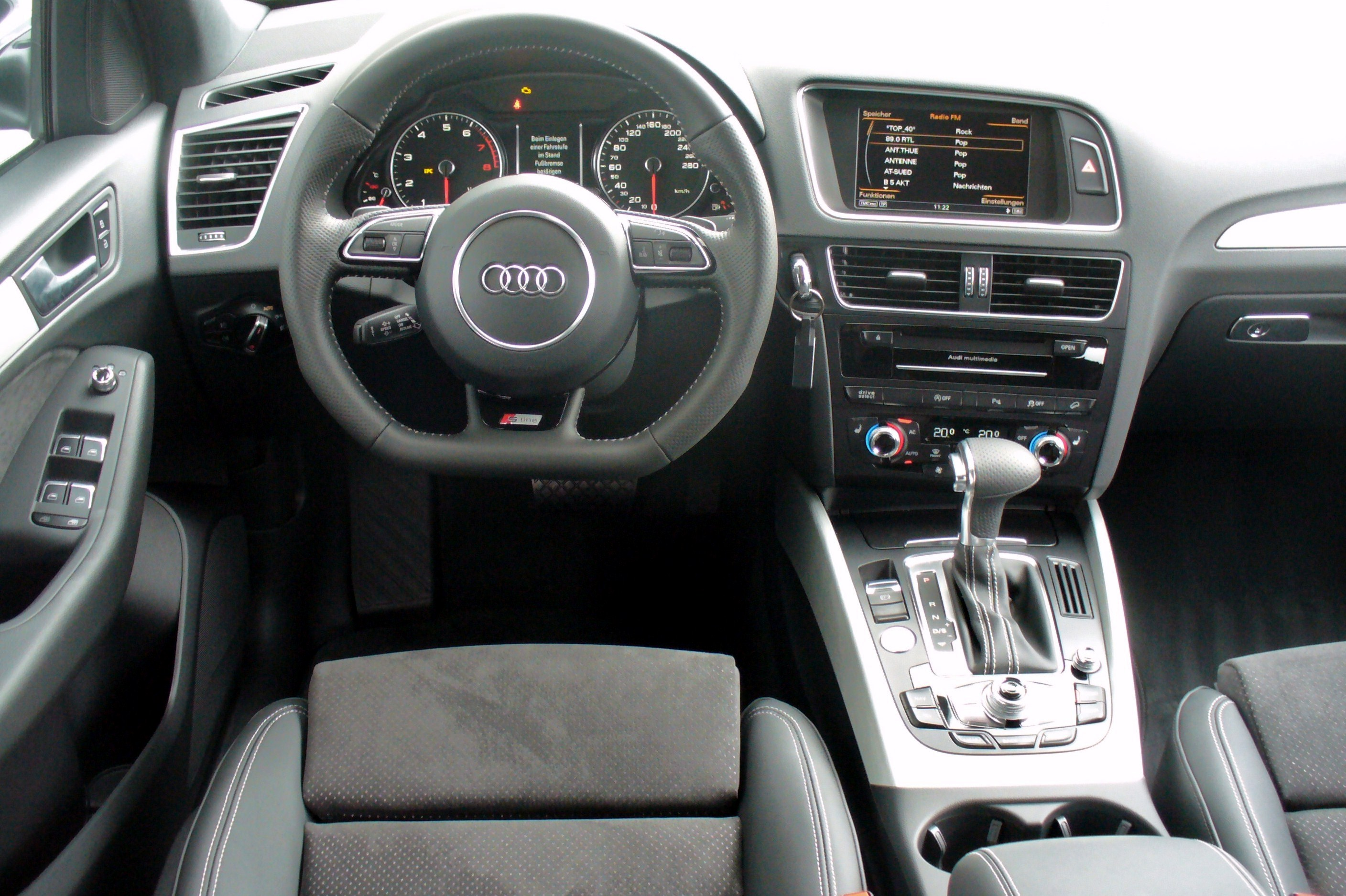
Салон
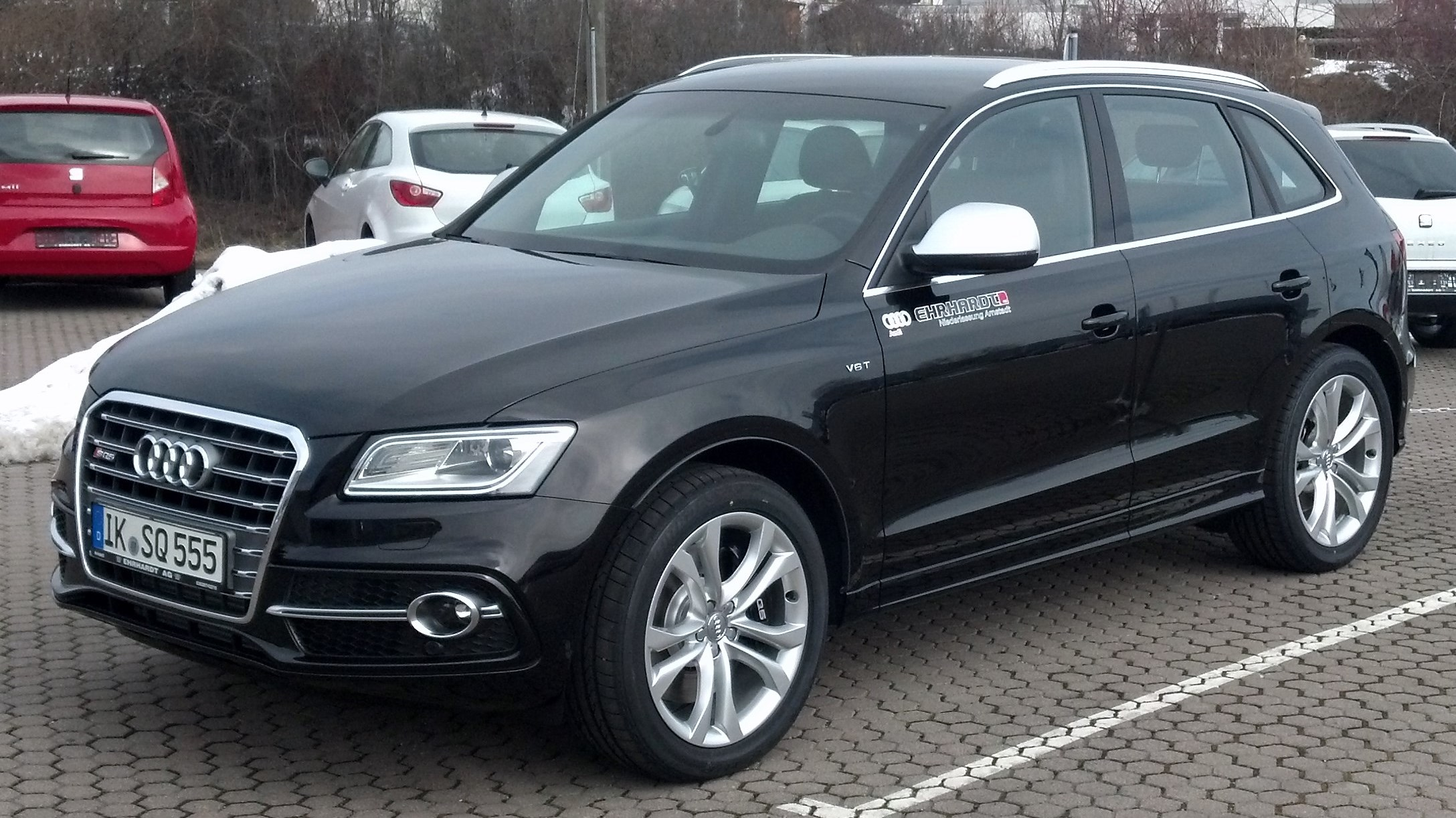
Audi SQ5 TDI (2012-2016)

### Результати Краш-Тесту
| Зірки в Euro NCAP з Краш-тесту |

### Двигуни
| Модифікація                                                        | 2.0 TDI               | 2.0 TDI               | 3.0 TDI               | 2.0 TFSI                  | 2.0 TFSI                  | 3.2 FSI               |
| ------------------------------------------------------------------ | --------------------- | --------------------- | --------------------- | ------------------------- | ------------------------- | --------------------- |
| Роки виробництва                                                   | з 06/2009             | з 2008                | з 2008                | з 06/2009                 | з 2008                    | з 2009                |
| Двигун                                                             | Турбодизель           | Турбодизель           | Турбодизель           | Бензиновий з турбонадувом | Бензиновий з турбонадувом | Бензиновий            |
| Розміщення                                                         | спереду, поздовжньо   | спереду, поздовжньо   | спереду, поздовжньо   | спереду, поздовжньо       | спереду, поздовжньо       | спереду, поздовжньо   |
| Число і розміщення циліндрів                                       | 4, в ряд              | 4, в ряд              | 6, V-подібно          | 4, в ряд                  | 4, в ряд                  | 6, V-подібно          |
| Число клапанів                                                     | 16                    | 16                    | 24                    | 16                        | 16                        | 24                    |
| Робочий об'єм, см³                                                 | 1968                  | 1968                  | 2967                  | 1984                      | 1984                      | 3197                  |
| Макс. потужність к.с./ кВт/ об/хв                                  | 143/105/4200          | 170/125/4200          | 240/176/4000—4400     | 180/132/4000—6000         | 211/155/4300—6000         | 270/199/6500          |
| Макс. крутний момент, Нм/об/хв                                     | 320/1750—2500         | 350/1750—2500         | 500/1500—3000         | 320/1500—3900             | 350/1500—4200             | 330/3000—5000         |
| Трансмісія                                                         | Повний привід quattro | Повний привід quattro | Повний привід quattro | Повний привід quattro     | Повний привід quattro     | Повний привід quattro |
| КПП, серійна                                                       | 6-ст.-Механічна       | 6-ст.-Механічна       | 7-ст.-S tronic        | 6-ст.-Механічна           | 6-ст.-Механічна           | 7-ст.-S tronic        |
| КПП, опційна                                                       | —                     | 7-ст.-S tronic        | —                     | —                         | 7-ст.-S tronic            | —                     |
| Час разгону 0—100 км/год, с                                        | 11,4                  | 9,9 [9,9]             | 6,5                   | 8,5                       | 7,6 [7,2]                 | 6,9                   |
| Максимальна швидкість, км/год                                      | 190                   | 204 [200]             | 225                   | 210                       | 222 [222]                 | 234                   |
| Витрати пального л/100 км (комбіновано)                            | 6,2                   | 6,2 [6,8]             | 7,5                   | 8,1                       | 8,1 [8,6]                 | 9,3                   |
| Викид-CO2, г/км                                                    | 172                   | 163 [179]             | 199                   | 188                       | 188 [199]                 | 218                   |
| Норми викидів                                                      | Euro 5                | Euro 5 [Euro 4]       | Euro 5                | Euro 5                    | Euro 5                    | Euro 5                |
| В дужках позначені характеристики автомобілів з КПП 7-ст.-S tronic |                       |                       |                       |                           |                           |                       |

## Друге покоління (TypFY; 2016)

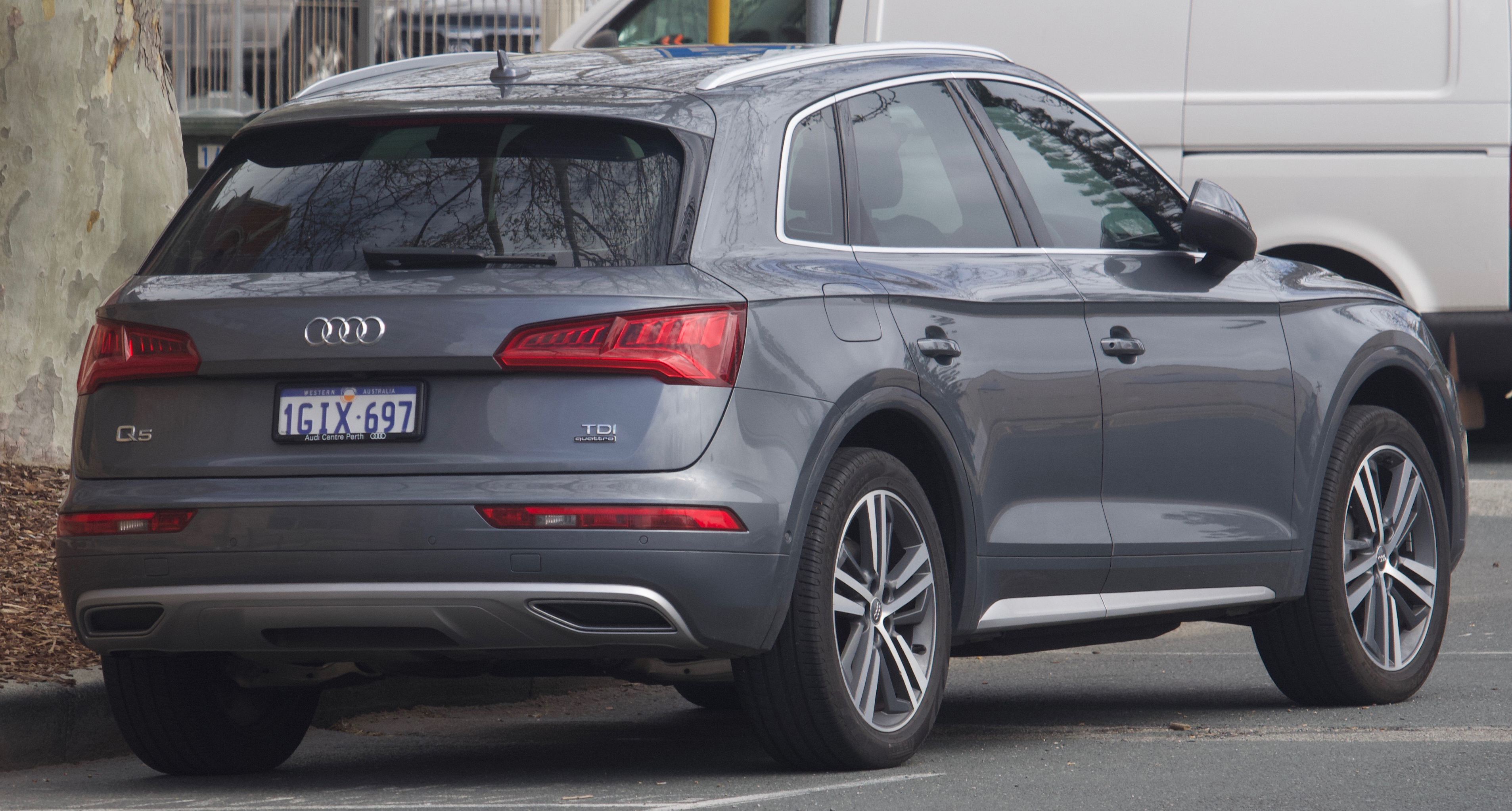
Audi Q5 ІІ

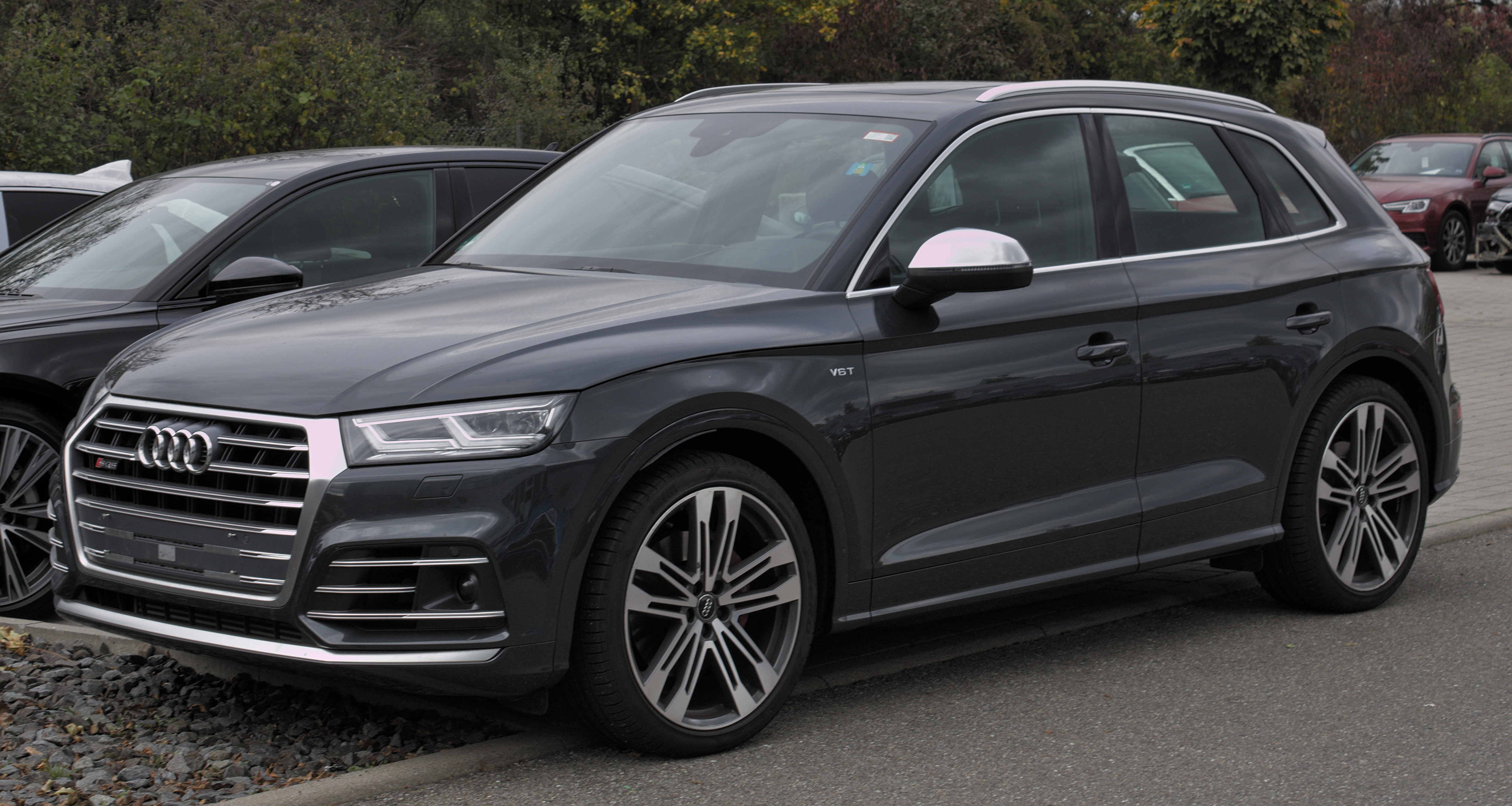
Audi SQ5 ІІ

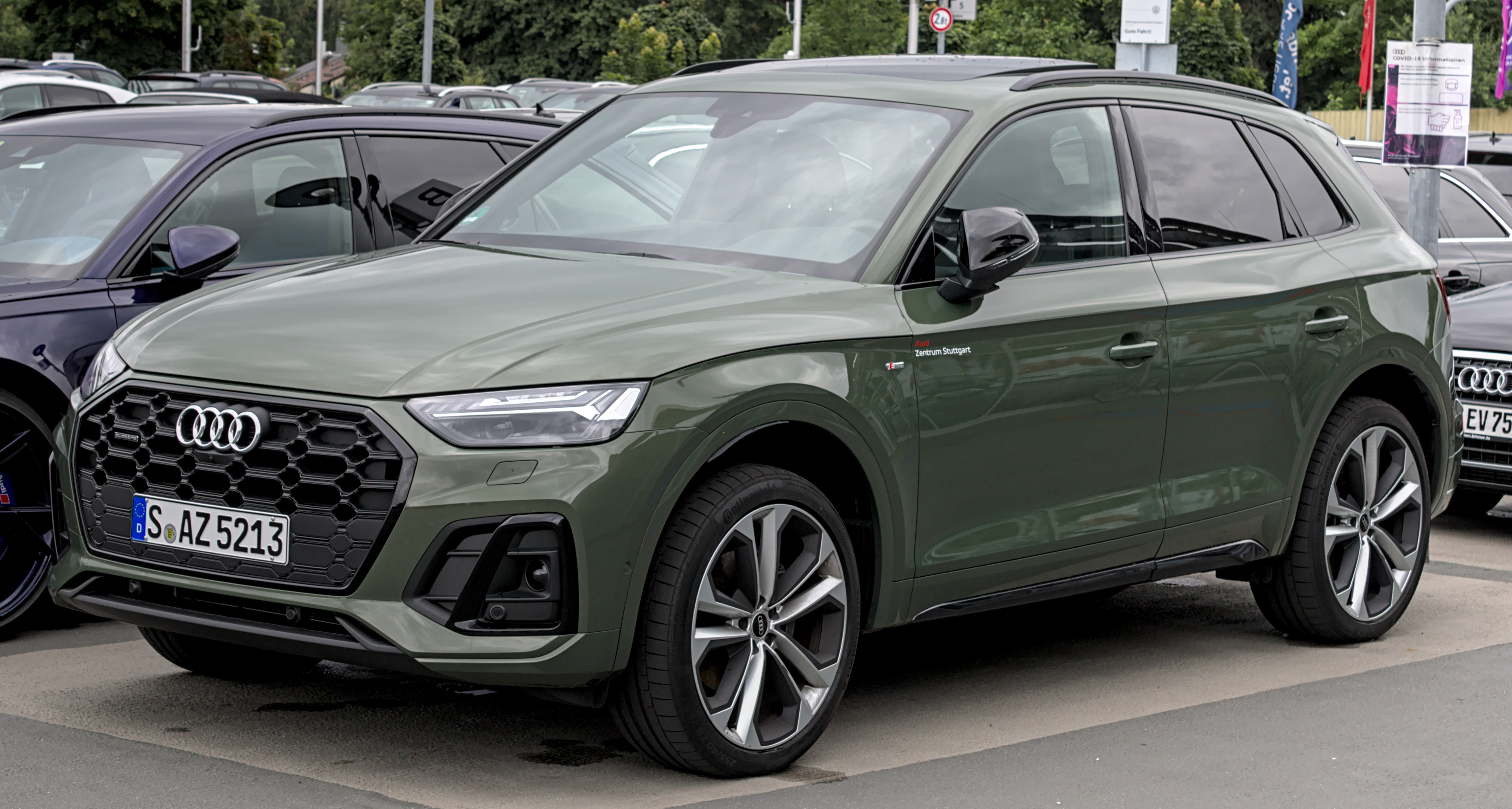
Audi Q5 ІІ (з 2021)

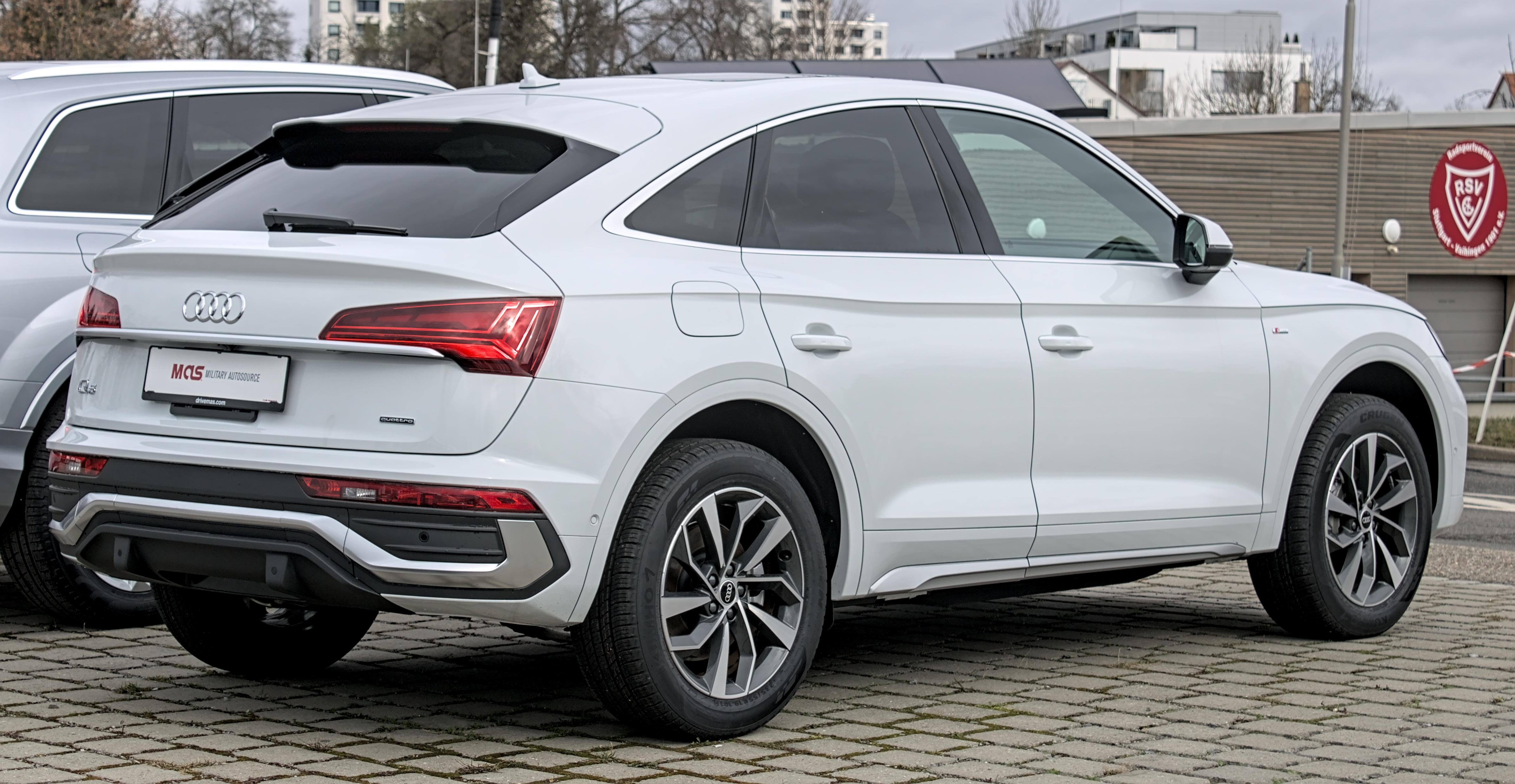
Audi Q5 Sportback (з 2021)

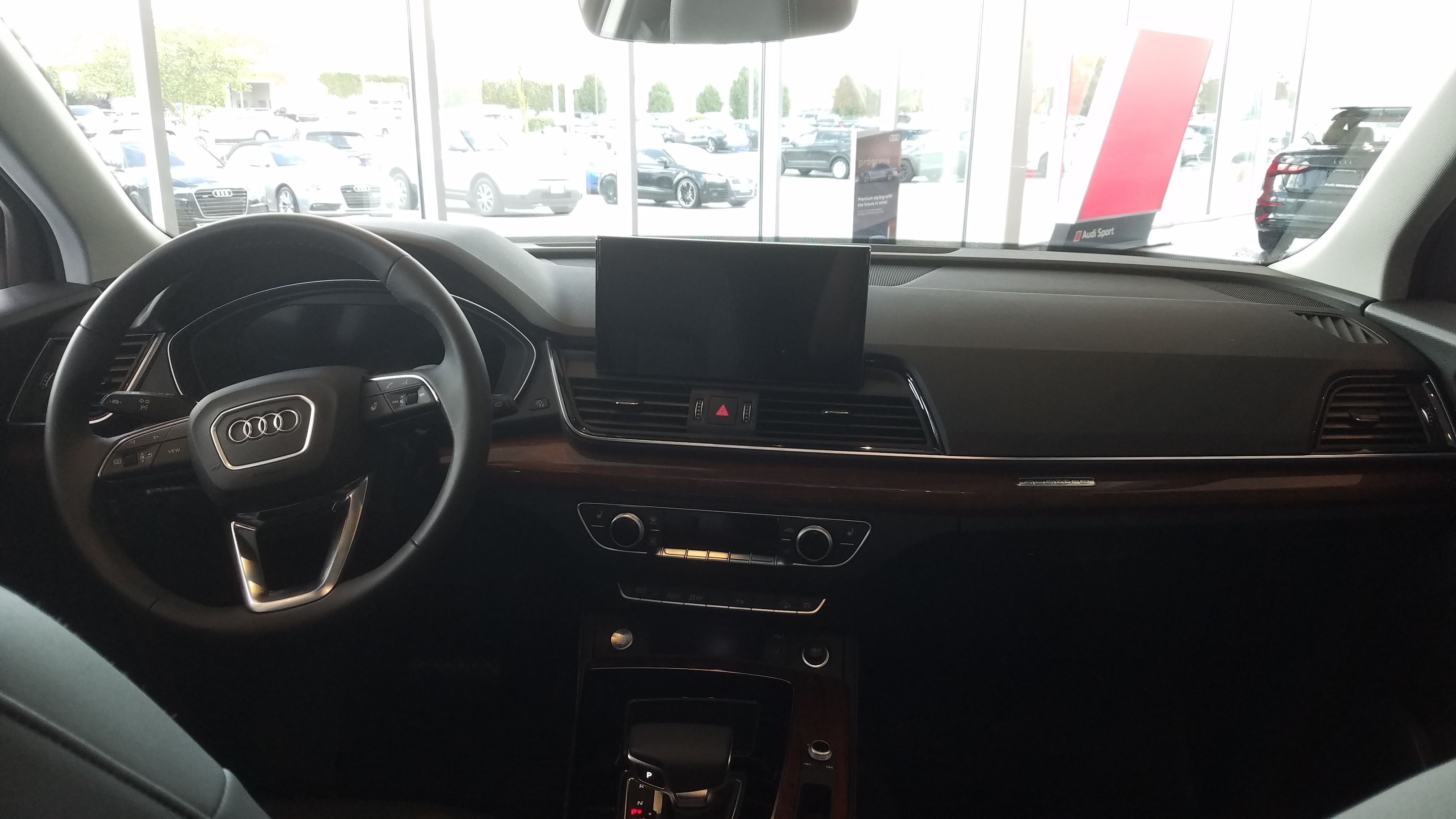

Друге покоління Audi Q5 дебютувало на моторшоу в Парижі 2016 року. Автомобіль побудовано на модульній платформі MLB evo і на 20 % легше нинішнього.
В основу Audi Q5 другого покоління лягла модульна платформа MLB evo, яка, в свою чергу, являє собою ґрунтовно перероблену версію колишньої платформи MLB для автомобілів з поздовжнім розташуванням силового агрегату. На цій же платформі побудовані моделі A4, A5 і Q7. Колісна база «ку-п'ятого» на 17,5 см коротша, ніж у старшого кросовера, а в кузові використовується набагато менше алюмінію. Конфігурація підвісок однакова, але для Q5 недоступна підрулююча задня вісь. У базовій комплектації — пружини, за доплату — регульовані амортизатори або пневмоелементи. Рульовий механізм з електропідсилювачем, а в якості опції — додатковий редуктор, що змінює «гостроту» рейки.
Підрамник передньої підвіски, у якій по чотири окремих важеля на сторону, розділений надвоє: до його алюмінієвої передньої частини кріпиться рейка з електропідсилювачем, а до задньої сталевої — нижні важелі. Позаду — підрамник з високоміцної сталі і нова п'ятиважельна схема. У ширшому задньому редукторі справа — опціонний активний диференціал, доступний для версії 3.0 TDI і SQ5.
У моторну гамму увійшли бензинові двигуни потужністю від 190 до 252 к.с., а також дизелі потужністю від 163 до 286 к.с.
Audi Q5 — один з найбільш маневрених серед усіх існуючих позашляховиків, який не боїться крутих поворотів. Рульове управління чітке, чутливе та з хорошим посиленням. На поворотах ви можете відчути легкий нахил кузова. Система постійного повного приводу працює ненав'язливо. На межі своїх можливостей, Q5 поводиться практично як спортивний седан: він рухається рівно та стійко, з дуже хорошим зчепленням передніх і задніх коліс та природним регулюванням рухів на повороті, за допомогою заднього моста. Автомобіль продемонстрував високі швидкісні показники при виконанні наших маневрів ухилення від зіткнень, а електронна система безпеки наполегливо активувалася, щоб утримувати рух Q5 за курсом.  
Версія з довгою колісною базою (Q5L); (2018–)
На автосалоні в Пекіні була представлена версія з довгою колісною базою Q5L, в якій до автомобіля додано 88 мм (3,5 дюйма), що дозволило збільшити простір для ніг на 23 %. Модель реалізується на азійському ринку.

### Фейсліфтинг 2021 р.
У 2021 році Audi Q5 отримала оновлення. Виробник змінив вигляд радіаторної решітки кросовера. Для інформаційно-розважальні системи (технології 3-го покоління) став стандартним 10,1-дюймовий сенсорний екран. Вона включає в себе й цифровий маркетплейс у додатку myAudi для додавання планів Audi Connect та SiriusXM з 360L. Зовнішній рестайлінг включає оновлення решітки радіатора, повітрозабірників з боку бампера, бічного порогу та задньої обшивки. Крім того, були додані нові кольори фарби District Green та Ultra Blue, доступні для варіантів PHEV та SQ5.
Q5 2021 року був анонсований наприкінці червня 2020 року і надійшов у виробництво в липні з плануванням перших поставок наприкінці 2020 року. У січні 2021 року Audi розширила модельний ряд Q5, представивши варіант купеподібного кузова Sportback для варіантів Q5 та SQ5.
Q5 був запущений в Індії 23 листопада 2021 року, пропонуючи два варіанти — Premium Plus і Technology.

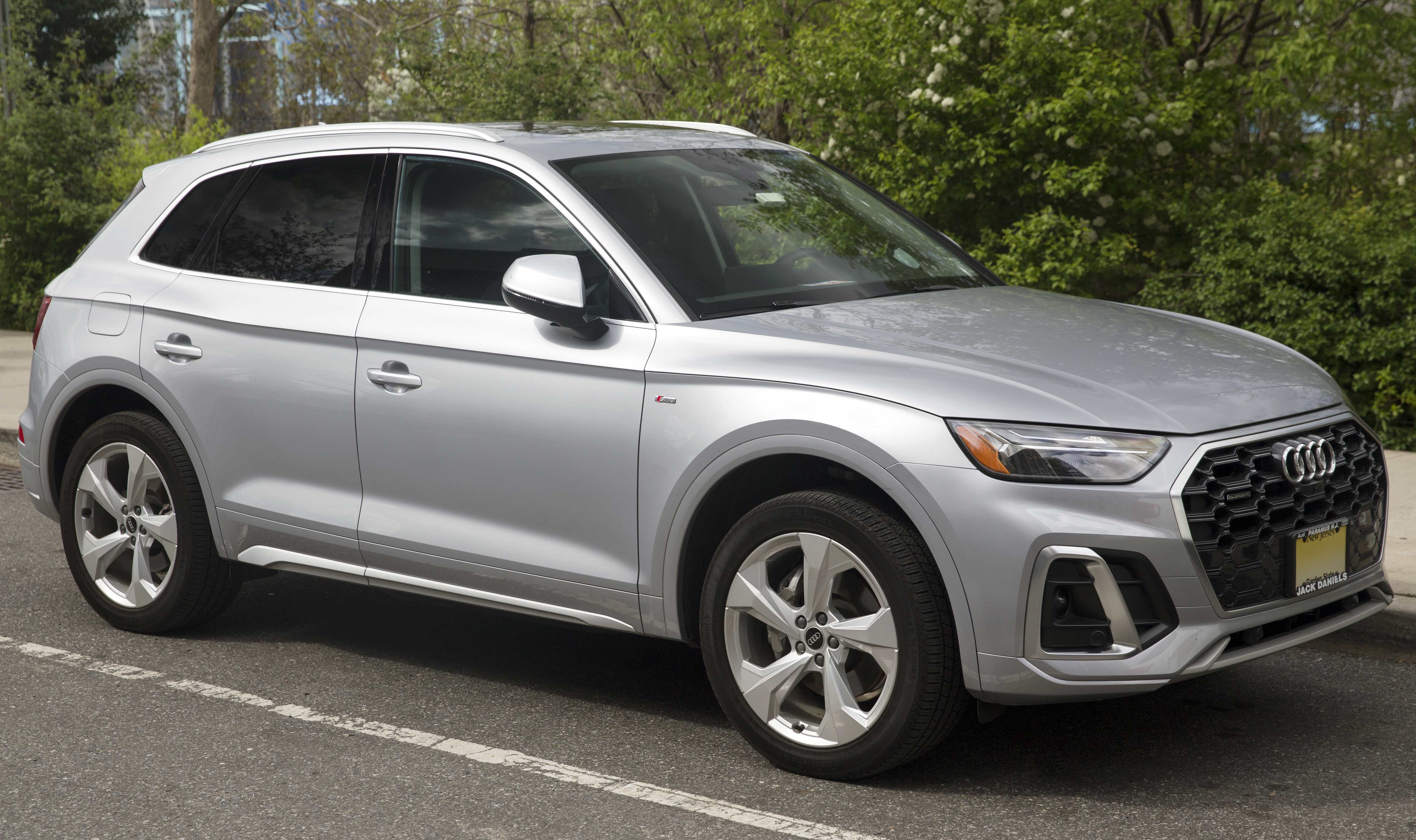
фейсліфт (США)
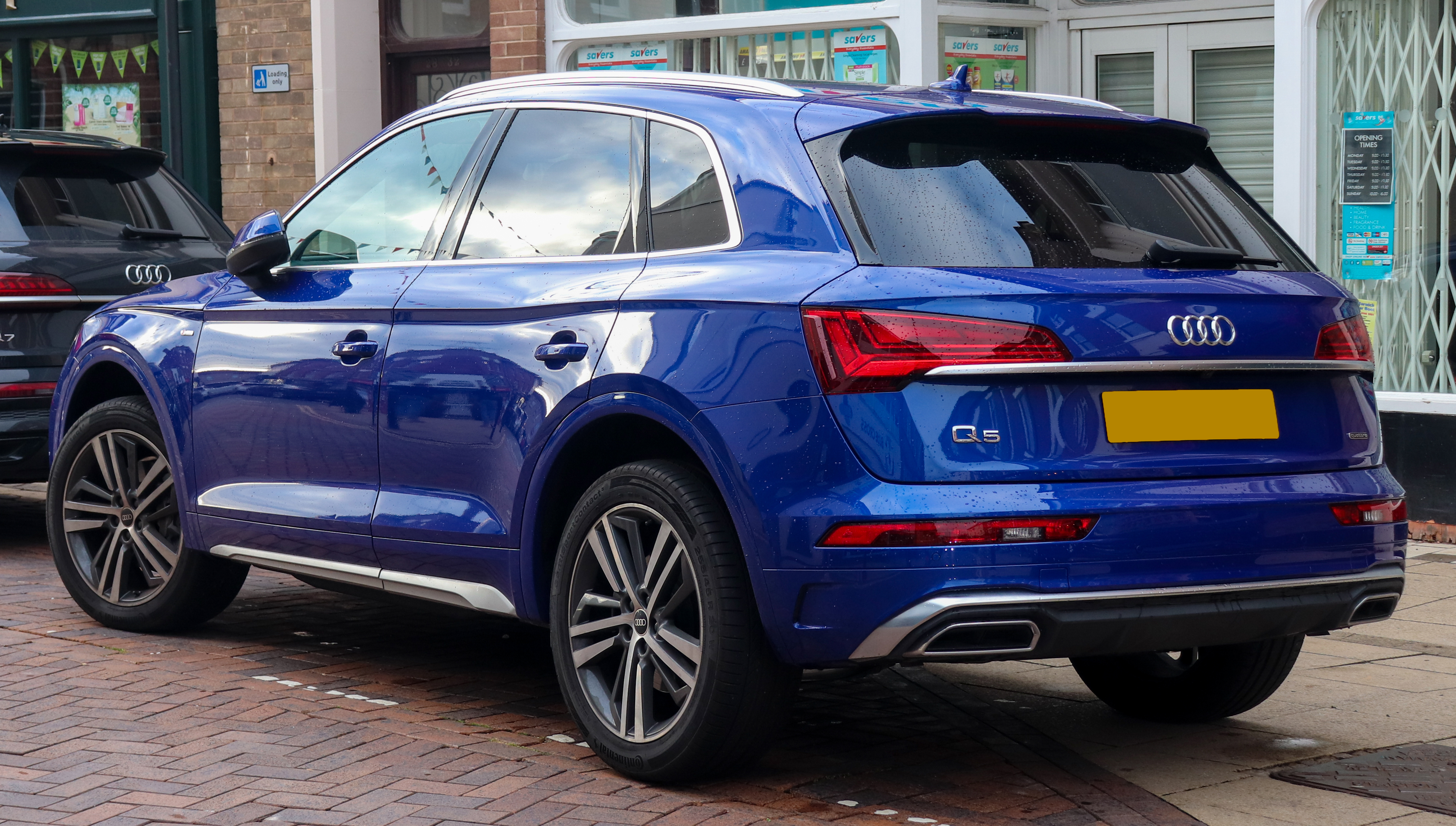
фейсліфт (Велика Британія)
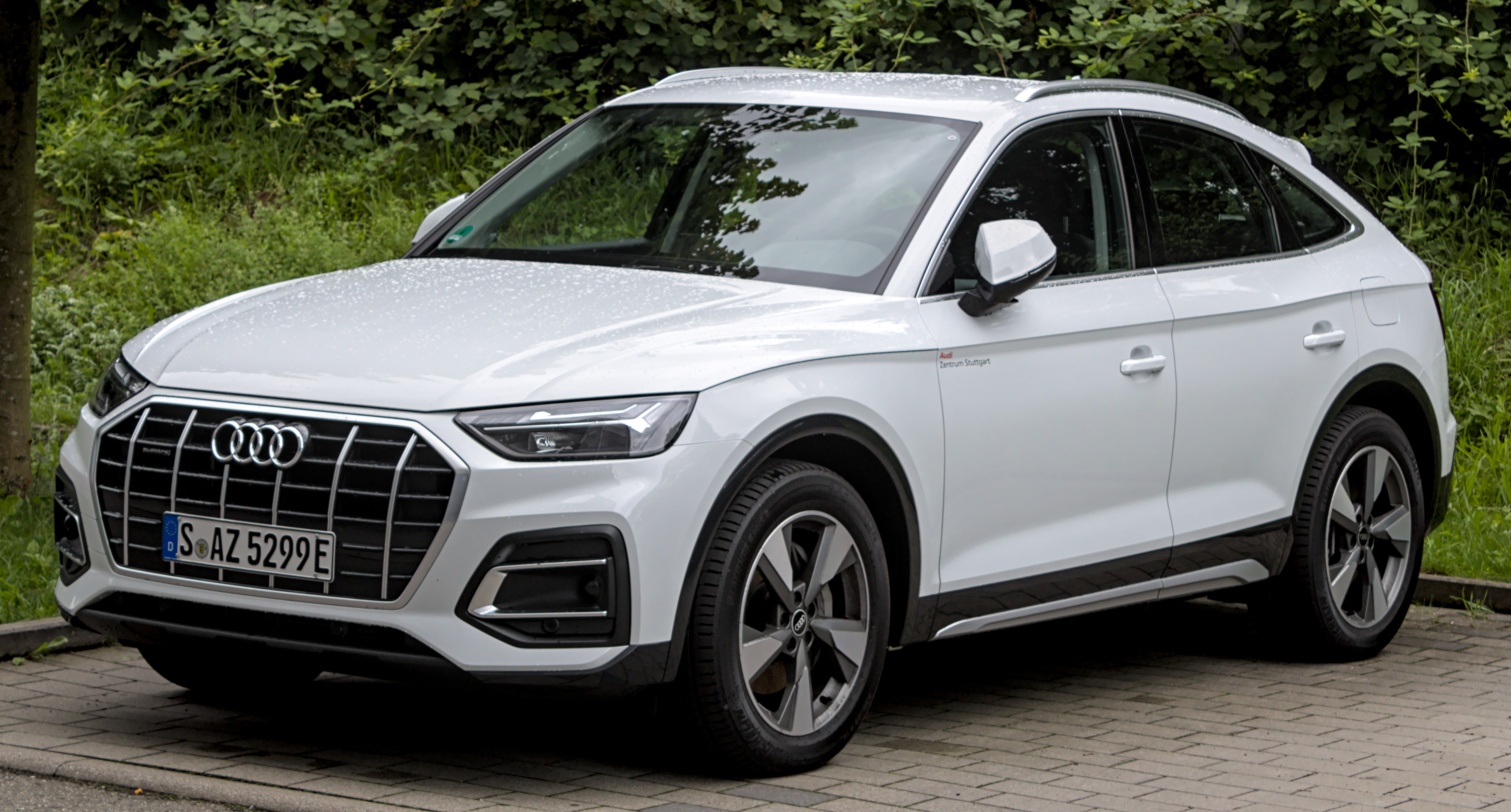
Q5 Sportback (Європа)
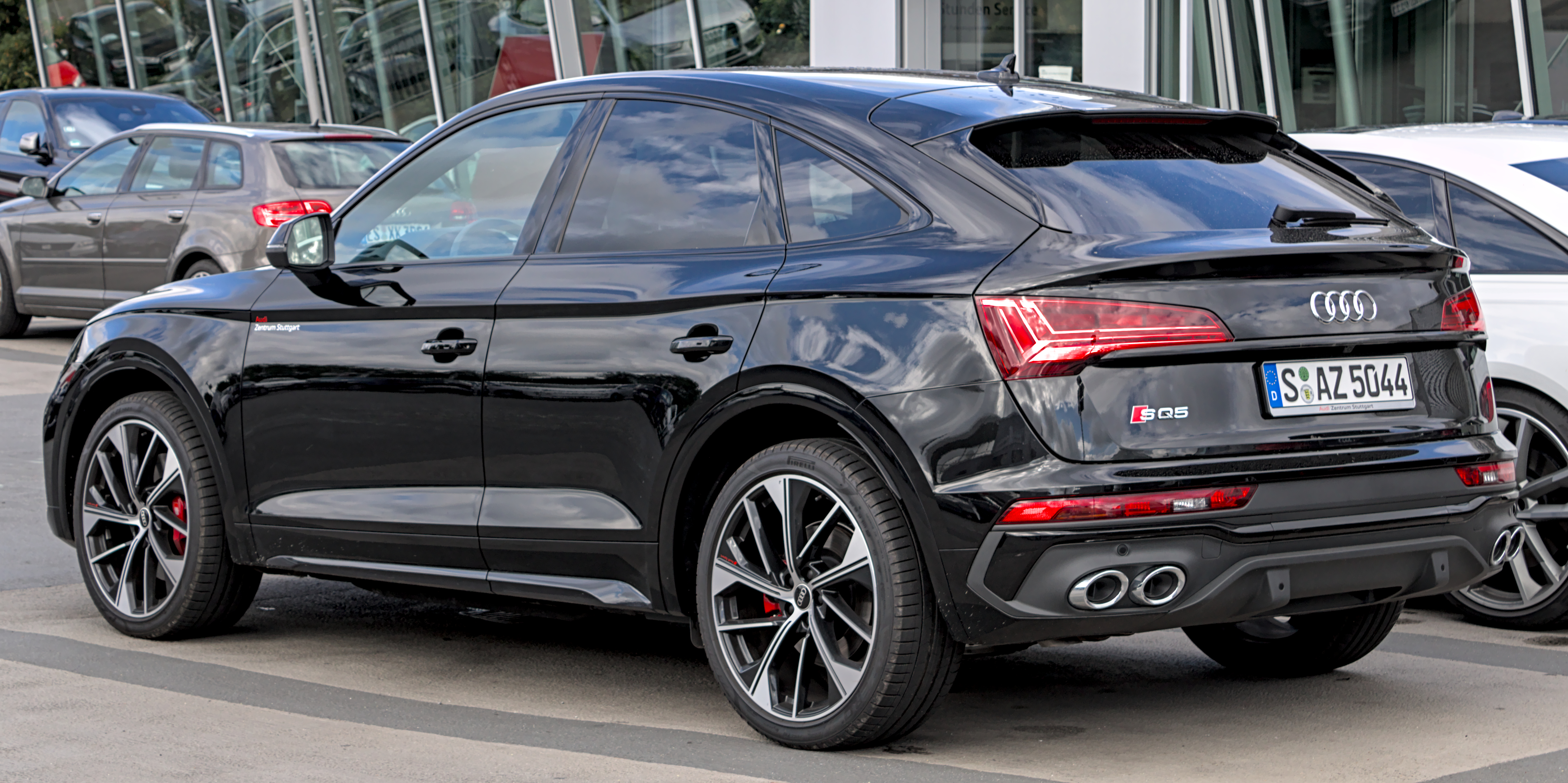
SQ5 Sportback TDI (Європа)
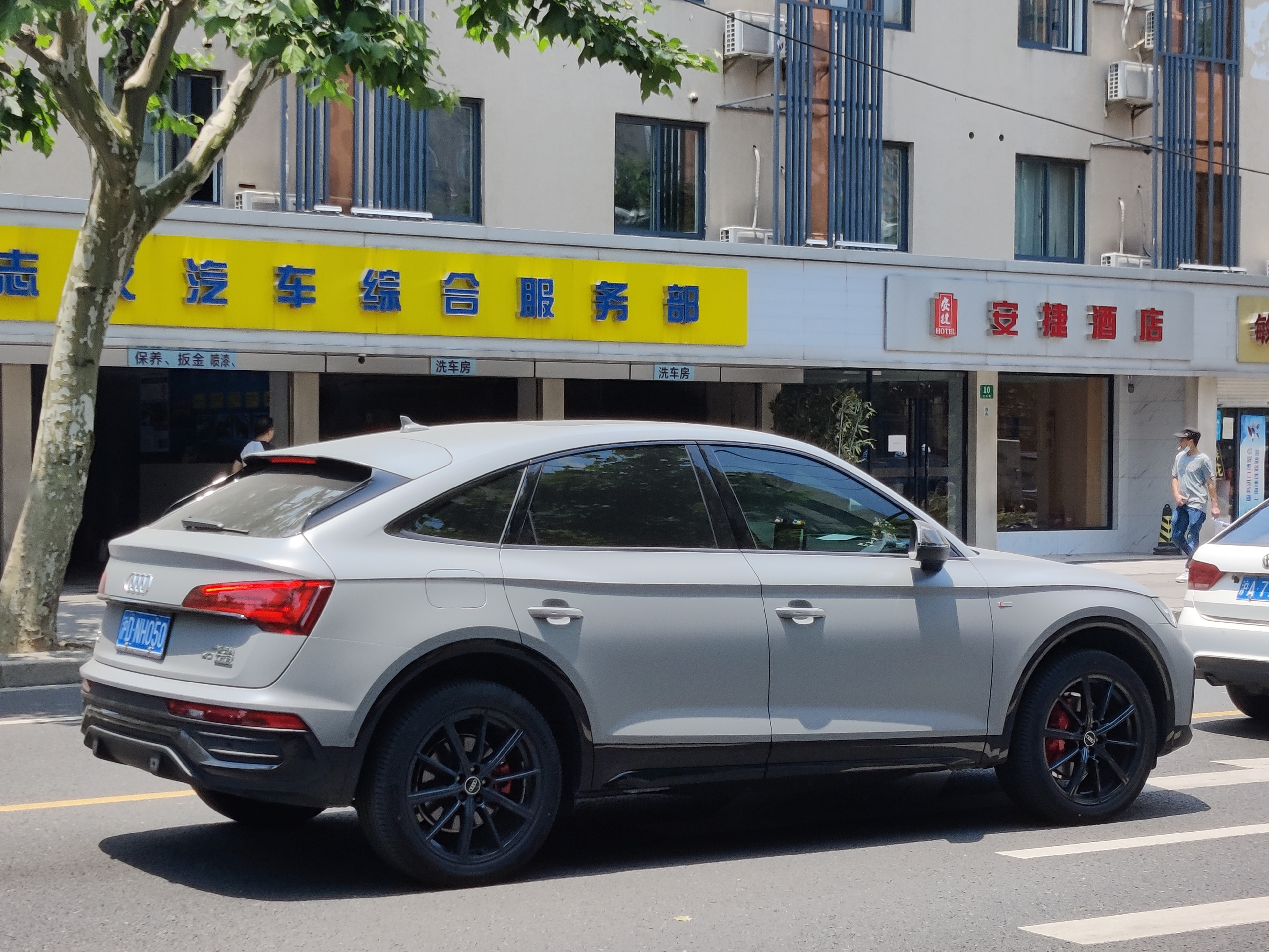
Q5L Sportback (Китай)

З 2022 року плагін-гібрид Audi Q5 оснащується батареєю ємністю 17,9 кВт/год. В салоні версії PHEV з'явились стандартні спортивні сидіння. В 2024 році кросовер Q5 отримав стандартні підігрів керма та систему активної підтримки смуги руху. Audi оновила Q5 другого покоління в 2025 році - розширила набір опцій. Стандартними стали дистанційний запуск двигуна, розблокування з відстані, кнопки відкривання дверей гаража на дзеркалі заднього виду. Модель Premium Plus отримала кольорове освітлення інтер'єру.

### Двигуни
Бензинові
- 2.0 TFSI Р4 252 к.с. 370 Нм
- 3.0 TFSI V6 354 к.с. 500 Нм (SQ5)

Дизельні
- 2.0 TDI Р4 163 к.с. 400 Нм
- 2.0 TDI Р4 190 к.с. 400 Нм
- 3.0 TDI V6 286 к.с. 620 Нм

## Третє покоління (TypGU; 2024)

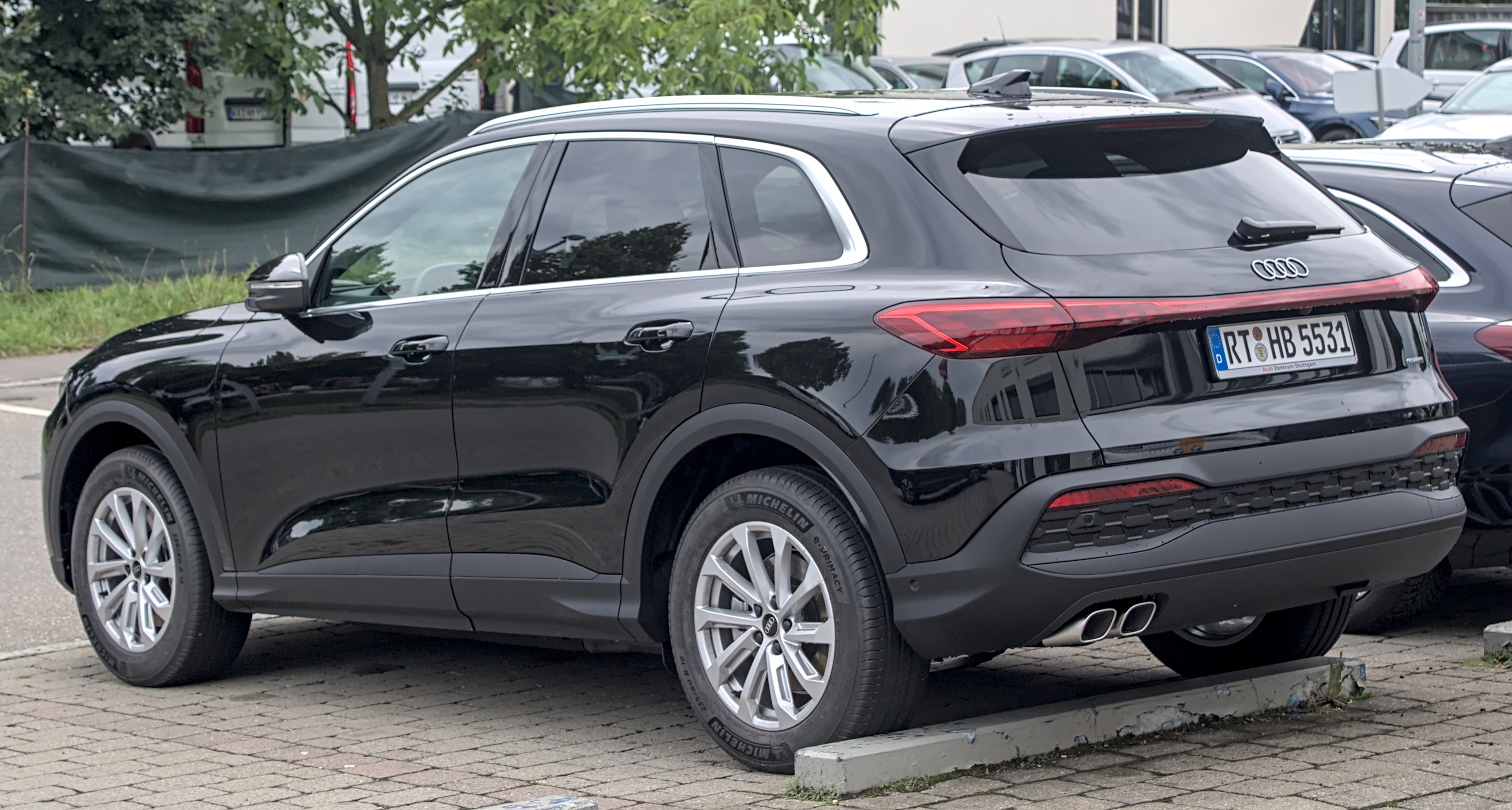
вид ззаду

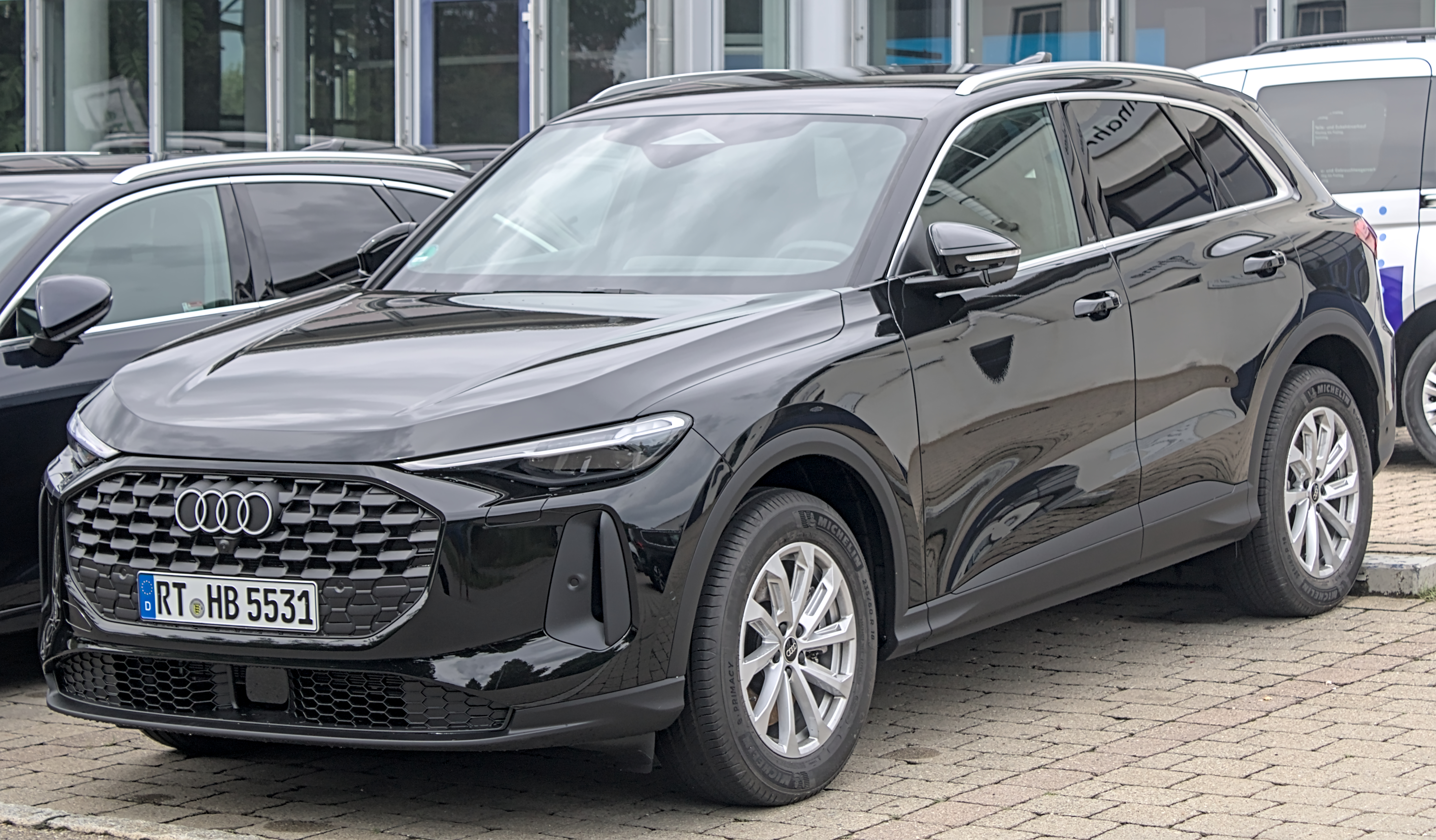
Audi Q5 (GU)

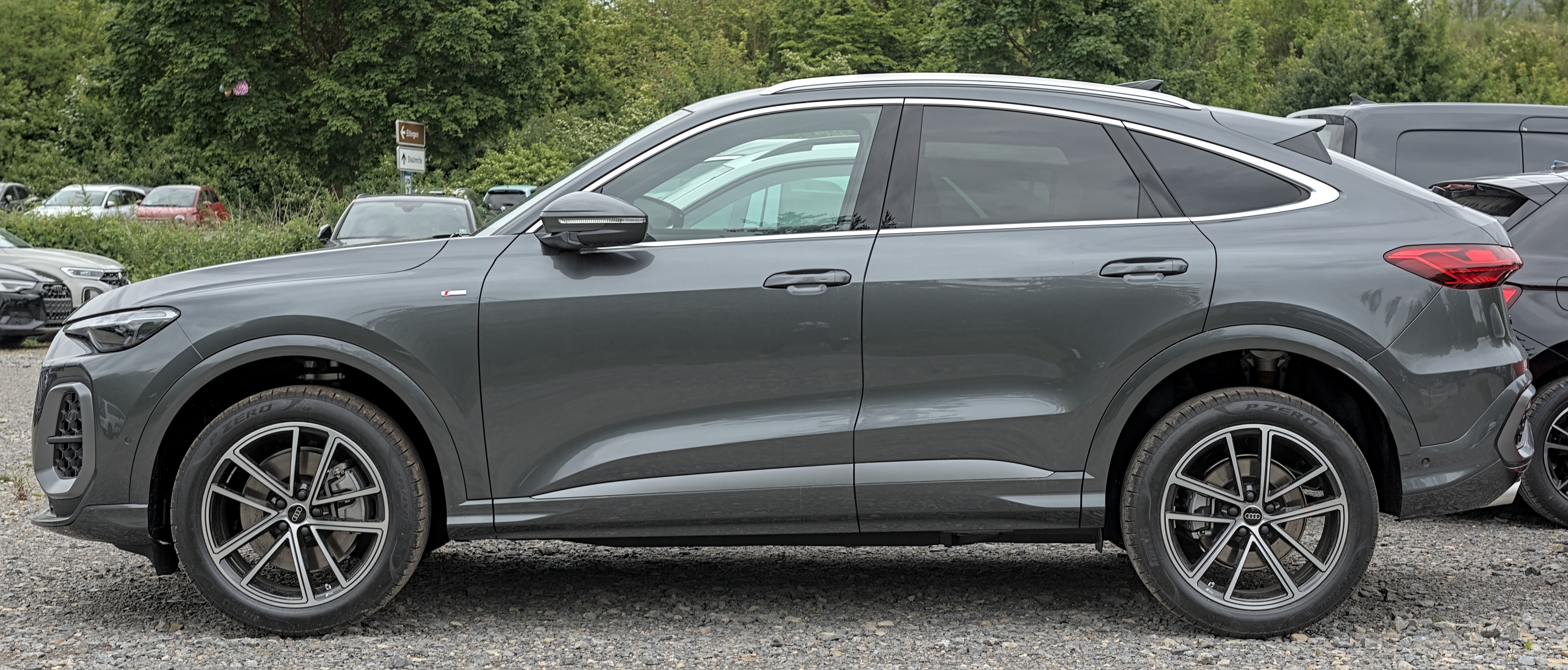
Q5 Sportback (GU) S line

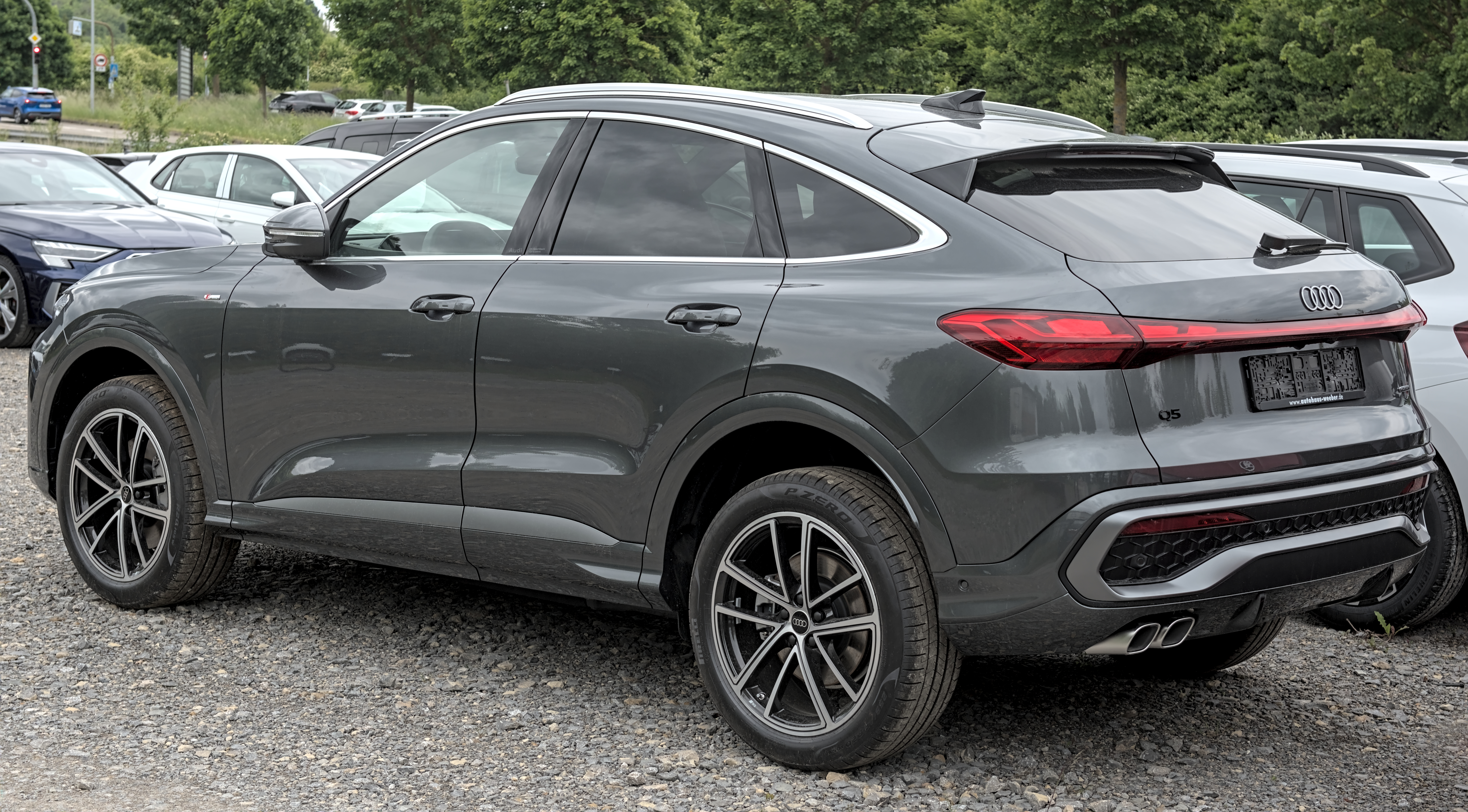
Audi Q5 Sportback (GU)

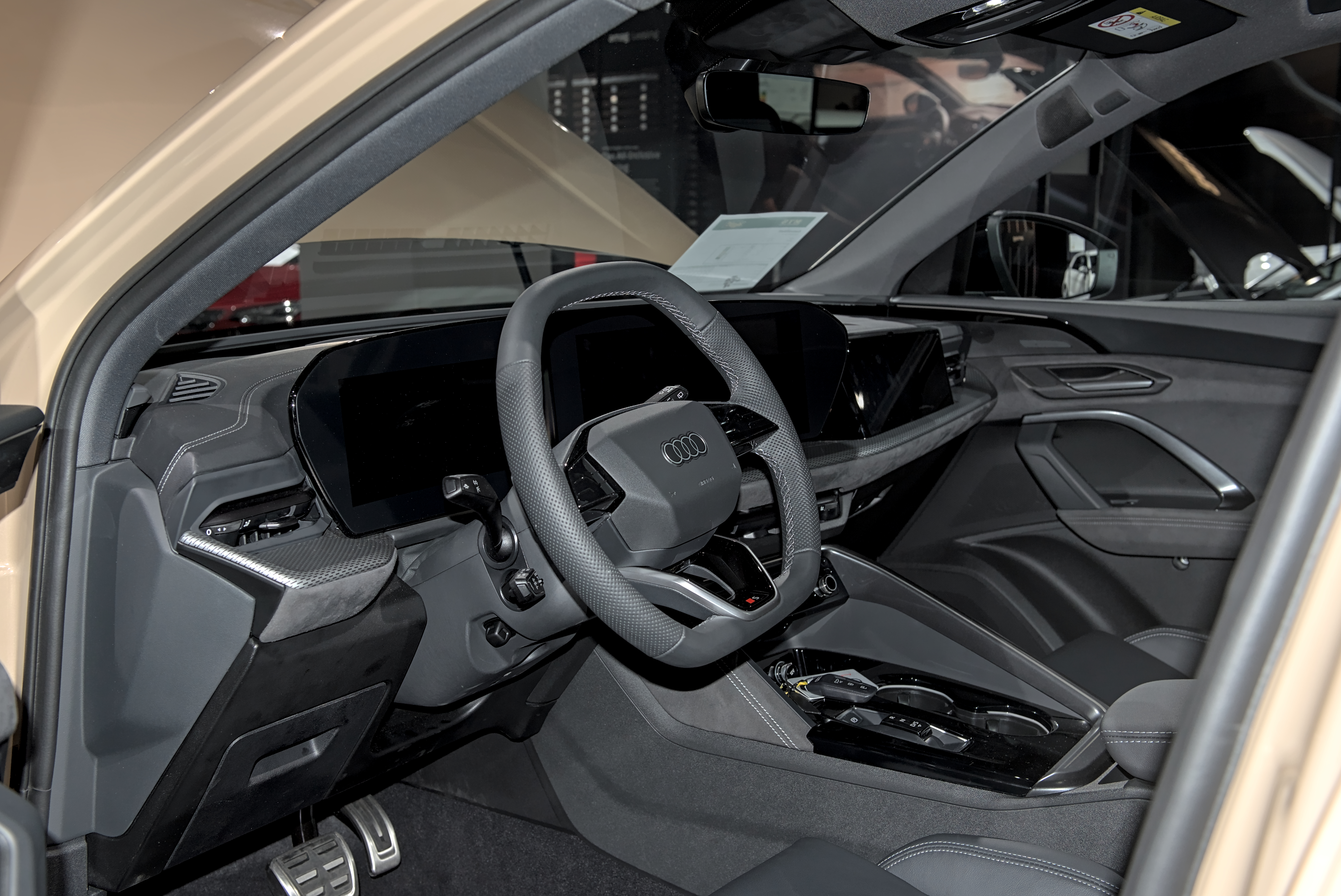
інтер'єр

В основі нового Q5 (GU) лежить Audi Premium Platform Combustion (PPC), і він спочатку продаватиметься у стандартній версії та SQ5. 
Моделі початкового рівня оснащені 2,0-літровим чотирициліндровим двигуном TFSI потужністю 268 к.с., який працює в парі з семиступінчастою коробкою передач S-tronic із подвійним зчепленням і повним приводом Quattro. SQ5 оснащений 3,0-літровим шестициліндровим двигуном TFSI потужністю 362 к.с., тією ж семиступінчастою коробкою передач з подвійним зчепленням і повним приводом. В основі діапазону лежить 2,0-літровий TFSI потужністю 201 к.с та 340 Нм, і переднім приводом, хоча в якості опції є повний привід. Audi також запускає в Європі Q5 з 2,0-літровим TDI потужністю 201 к.с. і 400 Нм. Європейський SQ5 має той самий 3,0-літровий шестициліндровий двигун TFSI, що й американська модель, потужністю 362 к.с. і крутним моментом 550 Нм. 
Завдяки новій платформі, а також переглянутій системі підвіски та рульового управління Audi каже, що новий Q5 помітно комфортніший, ніж модель, яку він замінює. Стандартні моделі включають частотно-селективні амортизатори, тоді як пневматична підвіска з адаптивним керуванням амортизаторами є опцією. Моделі SQ5 постачаються зі спортивною підвіскою.
Нова концепція інтер’єру була прийнята для останнього покоління Q5, хоча вона не є радикальним відходом від інших існуючих моделей Audi. Вигнутий дисплей містить 11,9-дюймову цифрову панель приладів і 14,5-дюймовий дисплей інформаційно-розважальної системи MMI, тоді як 10,9-дюймовий дисплей також доступний на стороні пасажира. Просте рульове колесо з плоским дном є стандартним, але, на жаль, немає фізичних елементів керування, кнопок або перемикачів для HVAC, оскільки всі вони розміщені на екрані. Цікаво, що інформаційно-розважальна система працює на ОС Android Automotive і включає доступ до програм, зокрема YouTube. Проекційний дисплей є додатковим.

### SQ5
Третє покоління SQ5 базується на Audi Q5 GU і була представлена у вересні 2024 року. У листопаді 2024 року з'явилася версія Sportback з покатим дахом, оснащена 3,0-літровим бензиновим двигуном V6 потужністю 270 кВт (367 к.с.).

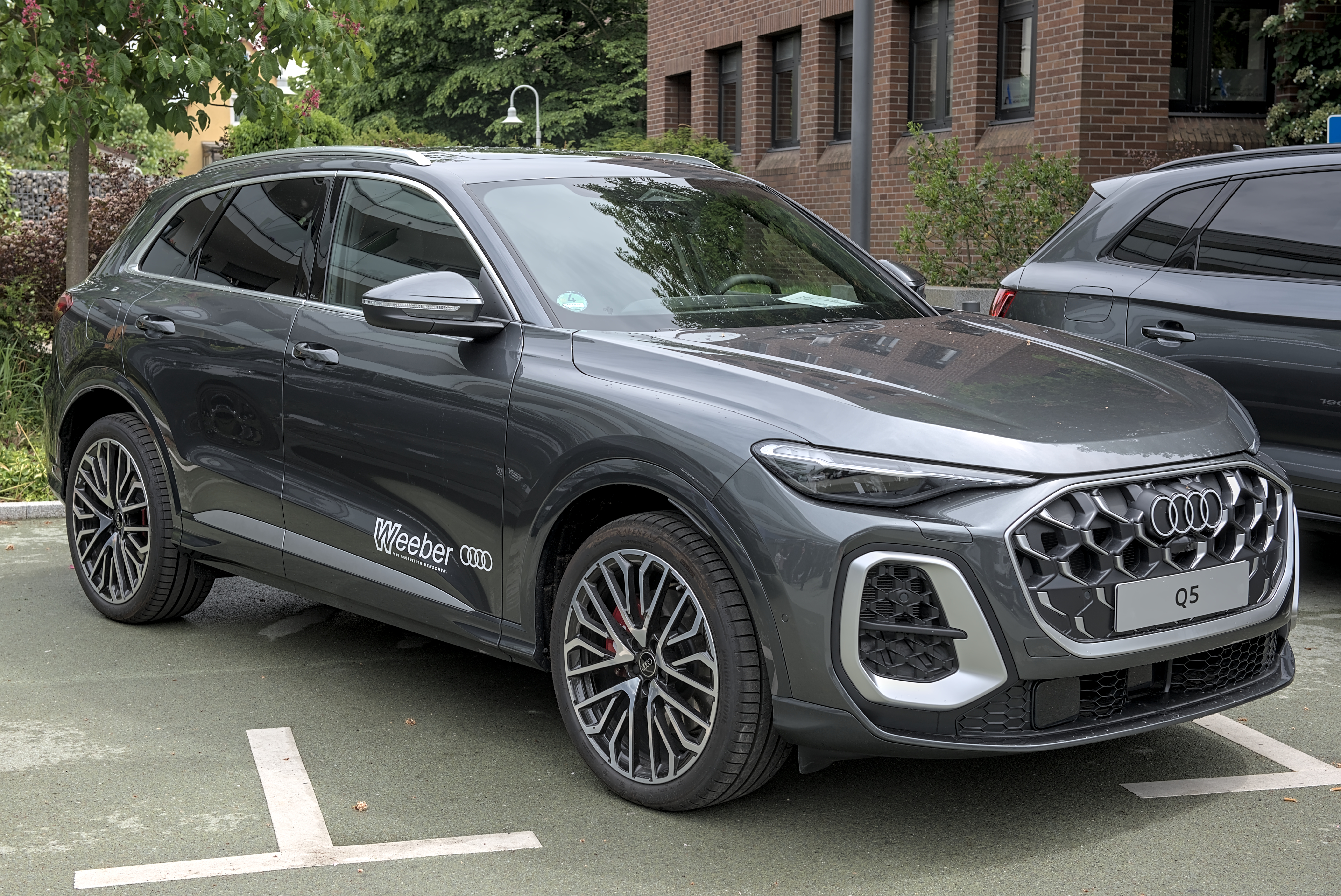
Audi SQ5 (GU)
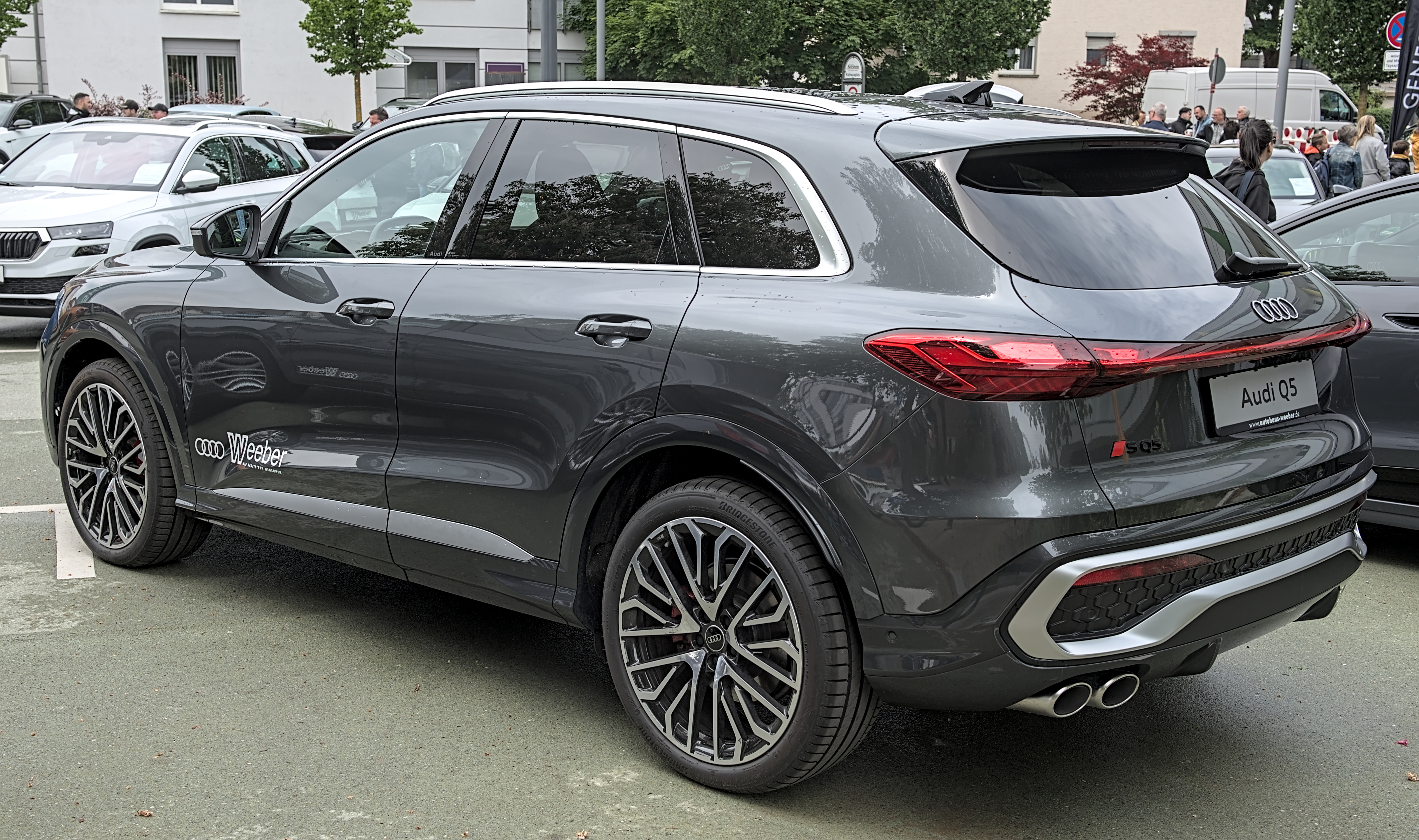
вид ззаду
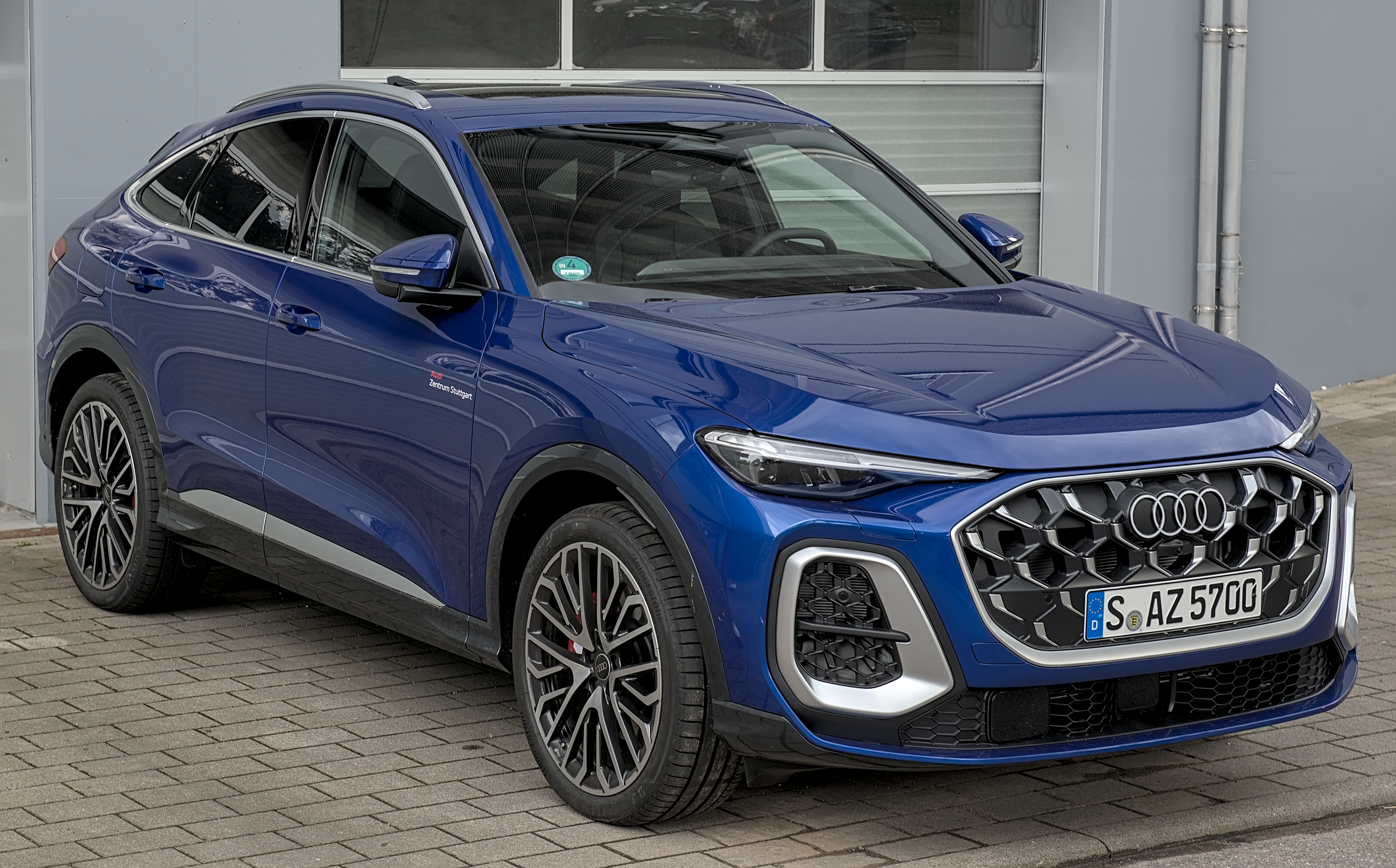
Audi SQ5 Sportback (GU)

### Двигуни
Бензинові
- 2.0 TFSI Р4 201 к.с. 340 Нм[17]
- 3.0 TFSI V6 362 к.с. 550 Нм (SQ5)[18]

Дизельні
- 2.0 TDI Р4 201 к.с. 400 Нм (quattro)[19]

## Виробництво
| рік  | авто    |
| ---- | ------- |
| 2007 | 162     |
| 2008 | 20,324  |
| 2009 | 109,117 |
| 2010 | 155,052 |
| 2011 | 183,768 |
| 2012 | 209,799 |
| 2013 | 231,466 |
| 2014 | 260,832 |
| 2015 | 267,651 |
| 2016 | 297,750 |
| 2017 | 289,892 |
| 2018 | 298,793 |
| 2019 | 286,365 |
| 2020 | 276,015 |
| 2021 | 279,712 |
| 2022 | 319,162 |
| 2023 | 334,480 |
| 2024 | 298,000 |